# Tendéo
Tendéo est une localité du Cameroun située dans le département du Mayo-Tsanaga et la Région de l'Extrême-Nord, à proximité de la frontière avec le Nigeria. Elle fait partie de la commune de Koza et du canton de Gaboua.

## Population
Lors du recensement de 2005, on y a dénombré 2 529 personnes.